# گوز خان
غلام دوست‌گیر خان معروف به گوز خان (انگلیسی: Guz Khan؛ زادهٔ ۲۴ ژانویهٔ ۱۹۸۶) بازیگر، یوتیوبر، بازیگر تلویزیون و تهیه‌کننده تلویزیونی اهل بریتانیا است. وی از سال ۲۰۱۴ میلادی تاکنون مشغول فعالیت بوده‌است.
از فیلم‌ها یا برنامه‌های تلویزیونی که وی در آن نقش داشته‌است می‌توان به ارتش دزدان، حباب اشاره کرد.